# Spot a Fake
«Spot a Fake» — песня американской певицы Эйвы Макс. Она была выпущена 20 сентября 2024 года лейблом Atlantic Records.

## Предыстория и релиз
2 июля 2024 года Макс в соцсетях опубликовала фрагмент из песни. 13 сентября она объявила дату выхода сингла, через три дня вышла обложка сингла, которая отдаёт дань уважения фильму «Королевство полной луны». Макс заявила, что песня и видео рассказывают «историю предательства и сломанного кода девушки», которые были «вдохновлены моментами, которые потрясли её внутренний круг». В тизере видео показана подруга, поднимающая нож за спиной Макс, которая, как предполагают поклонники, представляла её бывшую сотрудницу Мэдисон Лав. Песня вышла 20 сентября в цифровом формате. Авторами выступили Макс, LØLØ, Салем Илезе и её продюсер Гранд Бутин.

## Участники записи
Согласно YouTube.
- Аманда Эйва Кочи – вокал, автор
- Гранд Бутин – автор, производство
- Лорен Мандель – автор
- Салем Илезе – автор
- Кайл Бакли - производство
- Крис Герингер – мастеринг
- Том Норррис – инженер-микшер
- Алекс Кейд - производство

## Чарты
| Чарт (2024–2025)                                     | Высшая позиция |
| ---------------------------------------------------- | -------------- |
| Belarus Airplay (TopHit)                             | 8              |
| СНГ (Tophit)                                         | 4              |
| Croatia International Airplay (Top lista)            | 13             |
| Estonia Airplay (TopHit)                             | 31             |
| Finland Airplay (Suomen virallinen radiosoittolista) | 6              |
| Венгрия (Rádiós Top 40)                              | 3              |
| Kazakhstan Airplay (TopHit)                          | 1              |
| Lithuania Airplay (TopHit)                           | 33             |
| Moldova Airplay (TopHit)                             | 103            |
| Netherlands (Tipparade)                              | 25             |
| North Macedonia Airplay (Radiomonitor)               | 7              |
| Poland (Polish Airplay Top 100)                      | 41             |
| Russia Airplay (TopHit)                              | 1              |
| Словакия (Rádio Top 100)                             | 10             |
| South Korea BGM (Circle)                             | 29             |
| Sweden Heatseeker (Sverigetopplistan)                | 2              |
| Ukraine Airplay (TopHit)                             | 6              |
| Великобритания (UK Singles Downloads Chart)          | 81             |
| UK Singles Sales (OCC)                               | 84             |
| США (Billboard Hot Dance/Electronic Songs)           | 19             |

| Чарт (2024–2025)            | Высшая позиция |
| --------------------------- | -------------- |
| Belarus Airplay (TopHit)    | 14             |
| CIS Airplay (TopHit)        | 5              |
| Estonia Airplay (TopHit)    | 39             |
| Kazakhstan Airplay (TopHit) | 3              |
| Lithuania Airplay (TopHit)  | 51             |
| Russia Airplay (TopHit)     | 1              |
| Slovakia (Rádio Top 100)    | 84             |
| Ukraine Airplay (TopHit)    | 13             |

| Чарт (2024)              | Позиция |
| ------------------------ | ------- |
| Belarus Airplay (TopHit) | 132     |
| CIS Airplay (TopHit)     | 67      |
| Russia Airplay (TopHit)  | 61      |

## История релиза
| Регион | Дата             | Формат(ы)                    | Лейбл(ы) | Примечания |
| ------ | ---------------- | ---------------------------- | -------- | ---------- |
| Разные | 20 сентября 2024 | Цифровое скачивание стриминг | Atlantic | [ 13 ]     |
| Италия | 20 сентября 2024 | Радиоротация                 | Warner   | [ 45 ]     |